# Srdjan Rajkovic
Srdjan Rajkovic (* 1. April 1975 in Wolfenbüttel) ist ein ehemaliger deutscher Footballspieler.

## Leben
Rajkovic wuchs im Braunschweiger Magniviertel auf. Er spielte American Football in der Jugend der Braunschweig Lions sowie ab 1993 in der Herrenmannschaft. Dieser blieb er durchgehend bis 2001 treu. Er gehörte zur Braunschweiger Mannschaft, der 1993 der Aufstieg in die Football-Bundesliga gelang. 1997, 1998 und 1999 wurde er mit den Niedersachsen deutscher Meister und 1999 zudem Eurobowl-Sieger. 2000 und 2001 wurde der 1,82 Meter messende, in der Offensive Line eingesetzte Rajkovic mit Braunschweig Zweiter der deutschen Meisterschaft. Beruflich wurde er als geschäftsführender Gesellschafter eines Unternehmens tätig, das Dienstleistungen und Ausstattungen im Veranstaltungsbereich anbietet.